# Gharib Amzine
Gharib Amzine (en arabe : غريب أمزين), né le 3 mai 1973 à Montbéliard en France, est un footballeur international marocain, reconverti entraîneur.
Formé au FC Mulhouse, Gharib Amzine débute le football professionnel en Ligue 2 BKT avant d'obtenir son premier transfert en 1998 au RC Strasbourg en Ligue 1, club avec lequel il remporte la Coupe Intertoto et la Coupe de France en 2001. Il est récompensé par un contrat à l'ES Troyes AC, club disputant la Coupe de l'UEFA. En 2008, Gharib Amzine signe en amateurs en retournant au FC Mulhouse et met un terme à sa carrière de footballeur en 2010, à l'âge de 37 ans.
Possédant la nationalité française, il choisit de jouer pour le pays de ses parents dont il possède également la nationalité. Il reçoit 26 caps en équipe du Maroc, atteignant le premier tour de la Coupe du monde 1998 et de la Coupe d'Afrique 2002.

## Biographie

### En club

#### Formation et débuts au FC Mulhouse (1994-1998)
Natif de Montbéliard, Gharib Amzine est formé au centre de formation du FC Mulhouse.
Le 6 mars 1993, âgé alors de dix-neuf ans, il fait ses débuts professionnels sous Bernard Genghini en étant titularisé avec l'équipe première du FC Mulhouse face à CS Sedan en Coupe de France (match nul, 0-0). Le 12 mars 1993, il dispute son premier match en Ligue 2 BKT face à l'AS Nancy-Lorraine (défaite, 3-0). Le 9 septembre 1995, il inscrit son premier but professionnel en championnat à la quatrième minute face à l'Olympique de Marseille (victoire, 2-0). Il signe son premier contrat professionnel en 1996. Le 22 février 1997, il écope de son premier carton rouge à l'occasion d'un match de championnat face à Toulouse FC (match nul, 0-0).

#### Découverte de la Ligue 1 avec le RC Strasbourg (1998-2001)
Le 27 juillet 1998, il s'engage pour deux saisons à RC Strasbourg en Ligue 1.
Le 8 août 1998, il dispute son premier match avec le club en étant titularisé face à l'Olympique lyonnais (match nul, 0-0). Le 3 février 2001, il inscrit un doublé face à l'AS Saint-Etienne (match nul, 3-3). Le 7 avril 2001, il écope de son premier carton rouge avec le club face à Toulouse FC (victoire, 1-0). En fin de saison, Gharib Amzine remporte ses premiers titres de sa carrière, notamment la Coupe Intertoto et la Coupe de France.

#### ESTAC Troyes (2001-2008)
Le 1er juillet 2001, il s'engage pour quatre saisons avec l'ESTAC Troyes, club entraîné par Alain Perrin et qui dispute la Ligue Europa.
Le 21 juillet 2001, il dispute son premier match de Coupe Intertoto en étant titularisé face à l'AIK Fotboll (victoire, 1-2). Le 1er août 2001, il inscrit son premier but avec le club face au VfL Wolfsburg (match nul, 2-2). Le 4 août 2001, il dispute son premier match de championnat avec le club face au FC Metz (défaite, 2-1). Le 7 août 2002, à l'occasion d'un match en Coupe Intertoto face à Villarreal CF, il écope d'un carton rouge (défaite, 0-3).

#### Fin de carrière en amateurs (2008-2010)
Le 6 juillet 2008, il s'engage pour un contrat de trois saisons et retourne au FC Mulhouse, évoluant alors en National 2.

### Carrière internationale
Le 26 novembre 1997, Gharib Amzine dispute son premier match international avec l'équipe du Maroc en amical face au Togo au Complexe sportif Moulay-Abdallah de Rabat (victoire, 3-0).
Avec le Maroc, il participe à la Coupe du monde 1998 en France et la Coupe d'Afrique des nations 2002 au Mali.

## Matchs internationaux
| Caps | Date       | Match                | Lieu        | Score     | Compétition     | But(s) |
| ---- | ---------- | -------------------- | ----------- | --------- | --------------- | ------ |
| 1    | 26/11/1997 | Maroc - Togo         | Rabat       | 3 - 0     | Amical          |        |
| 2    | 14/01/1998 | Maroc - Angola       | Casablanca  | 2 - 1     | Amical          |        |
| 3    | 22/04/1998 | Bulgarie - Maroc     | Sofia       | 2 - 1     | Amical          |        |
| 4    | 27/05/1998 | Maroc - Angleterre   | Casablanca  | 0 - 1     | Coupe Hassan II |        |
| 5    | 29/05/1998 | Maroc - France       | Casablanca  | 2-2 (6-5) | Coupe Hassan II |        |
| 6    | 04/06/1998 | Chili - Maroc        | Avignon     | 1 - 1     | Amical          |        |
| 7    | 10/06/1998 | Norvège - Maroc      | Montpellier | 2 - 2     | C.M 1998        |        |
| 8    | 16/06/1998 | Brésil - Maroc       | Nantes      | 3 - 0     | C.M 1998        |        |
| 9    | 23/06/1998 | Ecosse - Maroc       | St-Etienne  | 0 - 3     | C.M 1998        |        |
| 10   | 02/09/1998 | Maroc - Sénégal      | Tanger      | 2 - 0     | Amical          |        |
| 11   | 03/10/1998 | Maroc - Sierra Leone | Casablanca  | 3 - 0     | Elim. CAN 2000  |        |
| 12   | 07/09/1999 | Belgique - Maroc     | Liège       | 4 - 0     | Amical          |        |
| 13   | 13/01/2001 | Tunisie - Maroc      | Tunis       | 0 - 1     | Elim. CAN 2002  |        |
| 14   | 28/01/2001 | Egypte - Maroc       | Le Caire    | 0 - 0     | Elim. CM 2002   |        |
| 15   | 24/02/2001 | Maroc - Sénégal      | Rabat       | 0 - 0     | Elim. CM 2002   |        |
| 16   | 24/03/2001 | Maroc - Tunisie      | Rabat       | 2 - 0     | Elim. CAN 2002  |        |
| 17   | 21/04/2001 | Maroc - Namibie      | Rabat       | 3 - 0     | Elim. CM 2002   |        |
| 18   | 04/05/2001 | Algérie - Maroc      | Alger       | 1 - 2     | Elim. CM 2002   | 1      |
| 19   | 02/06/2001 | Kenya - Maroc        | Nairobi     | 1 - 1     | Elim. CAN 2002  |        |
| 20   | 16/06/2001 | Maroc - Gabon        | Fès         | 0 - 1     | Elim. CAN 2002  |        |
| 21   | 30/06/2001 | Maroc - Egypte       | Rabat       | 1 - 0     | Elim. CM 2002   |        |
| 22   | 14/07/2001 | Sénégal - Maroc      | Dakar       | 1 - 0     | Elim. CM 2002   |        |
| 23   | 12/12/2001 | Maroc - Mali         | Settat      | 1 - 1     | Amical          |        |
| 24   | 21/01/2002 | Ghana - Maroc        | Ségou       | 0 - 0     | CAN 2002        |        |
| 25   | 26/01/2002 | Burkina - Maroc      | Ségou       | 1 - 2     | CAN 2002        |        |
| 26   | 09/01/2006 | Maroc - RD Congo     | Rabat       | 3 - 0     | Amical          |        |

## Palmarès
- Participation au mondial 1998 avec l'équipe du Maroc.
- Vainqueur de la Coupe de France en 2001 avec Strasbourg
- 1er Match en D1 : Strasbourg - Lyon (0-0), le 8 août 1998

## Vie privée

### Humanitaire
Le 9 septembre 2023, alors qu'il se trouve à Agadir, il se présente exclusivement à l'hôpital avec ses coéquipiers de la sélection marocaine pour un don de sang pour les blessés du séisme au Maroc,,.